# Liste der Bodendenkmäler in Würzburg
Auf dieser Seite sind die Bodendenkmäler in der unterfränkischen kreisfreien Stadt Würzburg zusammengestellt. Diese Tabelle ist eine Teilliste der Liste der Bodendenkmäler in Bayern. Grundlage ist die Bayerische Denkmalliste, die auf Basis des Bayerischen Denkmalschutzgesetzes vom 1. Oktober 1973 erstmals erstellt wurde und seither durch das Bayerische Landesamt für Denkmalpflege geführt wird. Die folgenden Angaben ersetzen nicht die rechtsverbindliche Auskunft der Denkmalschutzbehörde.

## Bodendenkmäler der Gemeinde Würzburg

### Bodendenkmäler in der Gemarkung Würzburg
| Lage                | Objekt | Akten-Nr.     | Bild |
| ------------------- | --- | ------------- | ---- |
| Würzburg (Standort) | Archäologische Befunde im Bereich des Karmelitinnenklosters Himmelspforten, ehemalige Zisterzienserinnenabtei, mit mittelalterlicher und frühneuzeitlicher Kirche und Klostergebäuden. | D-6-6125-0004 |      |
| Würzburg (Standort) | Körpergräber des Mittelalters und der frühen Neuzeit. | D-6-6125-0006 |      |
| Würzburg (Standort) | Körpergräber vor- und frühgeschichtlicher Zeitstellung oder des Mittelalters und der frühen Neuzeit. | D-6-6125-0007 |      |
| Würzburg (Standort) | Handwerksplatz der frühen Neuzeit. | D-6-6125-0008 |      |
| Würzburg (Standort) | Untertägige Teile der spätmittelalterlichen bis frühneuzeitlichen Burgruine Schenkenschloß. | D-6-6125-0020 |      |
| Würzburg (Standort) | Mittelalterliche bis frühneuzeitliche Befunde der Wüstung Roßberg. | D-6-6125-0022 |      |
| Würzburg (Standort) | Archäologische Befunde im Bereich einer wüstgefallenen vorstädtischen Bebauung der frühen Neuzeit. | D-6-6125-0072 |      |
| Würzburg (Standort) | Archäologische Befunde im Bereich der frühneuzeitlichen Stiftskirche mit hochmittelalterlichem Vorgängerbau sowie im Bereich des Kollegiatstifts Haug. | D-6-6125-0105 |      |
| Würzburg (Standort) | Archäologische Befunde im Bereich des hoch- und spätmittelalterlichen sowie frühneuzeitlichen ehemalige Dominikanerinnenklosters St. Markus in Würzburg mit Kirche St. Markus und Körpergräbern des Mittelalters und der frühen Neuzeit. | D-6-6225-0006 |      |
| Würzburg (Standort) | Siedlung der Urnenfelderzeit und der Hallstattzeit. | D-6-6225-0017 |      |
| Würzburg (Standort) | Siedlung des Jungneolithikums, der Urnenfelderzeit, der Hallstattzeit, der frühen und der jüngeren Latènezeit, ferner der römischen Kaiserzeit sowie Bestattungsplatz mit Körpergräbern der frühen Latènezeit. | D-6-6225-0019 |      |
| Würzburg (Standort) | Archäologische Befunde im Bereich der hoch- und spätmittelalterlichen Katholischen Pfarrkirche St. Burkard mit karolingischem Vorgängerbau der ehemalige Benediktinerklosterkirche St. Andreas, Klosteranlage des frühen, hohen und späten Mittelalters sowie Bestattungen innerhalb von Kirche und Friedhof nördlich der Kirche.                                                                                      | D-6-6225-0020 |      |
| Würzburg (Standort) | Siedlung der älteren und jüngeren Latènezeit. | D-6-6225-0021 |      |
| Würzburg (Standort) | Siedlung der Linearbandkeramik und der jüngeren Latènezeit. | D-6-6225-0022 |      |
| Würzburg (Standort) | Archäologische Befunde im Bereich der frühneuzeitlichen Kirche St. Michael mit frühneuzeitlichem Vorgängerbau der Jesuitenkirche sowie der hochmittelalterlichen Kapelle St. Agnes, untertägige Bauteile des spätmittelalterlichen Klarissenklosters St. Agnes und des frühneuzeitlichen Jesuitenkollegs sowie Körpergräber des Mittelalters und der frühen Neuzeit.                                                   | D-6-6225-0027 |      |
| Würzburg (Standort) | Körpergräber der frühen Neuzeit. | D-6-6225-0029 |      |
| Würzburg (Standort) | Archäologische Befunde im Bereich der hochmittelalterlichen ehemalige Kapellen St. Ulrich und St. Laurentius, Befunde im Bereich des spätmittelalterlichen ehemalige Klosters St. Ulrich sowie der ehemalige Universitätskirche (Neubaukirche) mit neuzeitlichen Bestattungen und der frühneuzeitlichen Alten Universität in Würzburg.                                                                                 | D-6-6225-0035 |      |
| Würzburg (Standort) | Archäologische Befunde frühmittelalterlicher Vorgängerbauten und untertägige Teile des hochmittelalterlichen Katholischen St. Kiliansdoms von Würzburg sowie zugehöriger spätmittelalterlicher bis frühneuzeitlicher Bauteile; Körpergräber des Mittelalters und der frühen Neuzeit. | D-6-6225-0037 |      |
| Würzburg (Standort) | Archäologische Befunde im Bereich der früh-, hoch- und spätmittelalterlichen sowie frühneuzeitlichen Festung Marienberg in Würzburg. | D-6-6225-0038 |      |
| Würzburg (Standort) | Archäologische Befunde im Bereich des frühneuzeitlichen Ursulinenklosters „von der Verkündigung Mariens“, ehemalige Antoniterkloster, sowie der frühneuzeitlichen Klosterkapelle, ehemalige Antoniterkirche. | D-6-6225-0040 |      |
| Würzburg (Standort) | Archäologische Befunde im Bereich des mittelalterlichen und frühneuzeitlichen ehemalige Karmelitenkloster St. Barbara in Würzburg, Bauteile der abgebrochenen frühneuzeitlichen Kirche St. Barbara mit spätmittelalterlichem Vorgängerbau, hochmittelalterliche ehemalige Nikolauskapelle und Körperbestattungen des ehemaligen Klosterfriedhofes.                                                                     | D-6-6225-0043 |      |
| Würzburg (Standort) | Archäologische Befunde im Bereich der ehemalige früh- und hochmittelalterlichen Kirche St. Martin von Würzburg. | D-6-6225-0053 |      |
| Würzburg (Standort) | Archäologische Befunde im Bereich der hochmittelalterlichen Synagoge mit Mikwe und der spätmittelalterlichen Katholischen Marienkapelle von Würzburg mit Vorgängerbau. | D-6-6225-0054 |      |
| Würzburg (Standort) | Siedlung und Bestattungsplatz mit Körpergräbern der älteren Latènezeit. | D-6-6225-0055 |      |
| Würzburg (Standort) | Siedlung der römischen Kaiserzeit. | D-6-6225-0068 |      |
| Würzburg (Standort) | Handwerksplatz mit Töpferofen des späten Mittelalters. | D-6-6225-0069 |      |
| Würzburg (Standort) | Wallanlage vor- und frühgeschichtlicher Zeitstellung. | D-6-6225-0080 |      |
| Würzburg (Standort) | Archäologische Befunde des späten Mittelalters und der frühen Neuzeit im Bereich des ehemaligen Leprosenhauses in Würzburg mit Kapelle St. Nikolaus. | D-6-6225-0081 |      |
| Würzburg (Standort) | Brandgräber der Großromstedter Kultur. | D-6-6225-0082 |      |
| Würzburg (Standort) | Bestattungsplatz der frühen Neuzeit. | D-6-6225-0083 |      |
| Würzburg (Standort) | Bestattungsplatz der frühen Neuzeit. | D-6-6225-0084 |      |
| Würzburg (Standort) | Archäologische Befunde im Bereich eines Erdstalls der frühen Neuzeit. | D-6-6225-0086 |      |
| Würzburg (Standort) | Erdstall des späten Mittelalters und frühen Neuzeit. | D-6-6225-0087 |      |
| Würzburg (Standort) | Hoch- und spätmittelalterliche sowie frühneuzeitliche Befunde im Bereich des Augustinerklosters von Würzburg und der Katholischen Augustinerkirche, ehemalige Dominikanerkirche, mit Körperbestattungen im ehemaligen Klosterfriedhof. | D-6-6225-0122 |      |
| Würzburg (Standort) | Reihengräber der Merowingerzeit. | D-6-6225-0206 |      |
| Würzburg (Standort) | Archäologische Befunde im Bereich der frühneuzeitlichen Katholischen Pfarrkirche St. Gertraud von Würzburg-Pleich mit hochmittelalterlicher Kapelle und Kirche als Vorgängerbau. | D-6-6225-0212 |      |
| Würzburg (Standort) | Siedlung vor- und frühgeschichtlicher Zeitstellung. | D-6-6225-0238 |      |
| Würzburg (Standort) | Archäologische Befunde des Mittelalters im Bereich der ehemalige Kirche Annuntiationis Mariae, später Allerheiligenkapelle von Würzburg. | D-6-6225-0252 |      |
| Würzburg (Standort) | Archäologische Befunde des Mittelalters und der frühen Neuzeit im Bereich des ehemaligen Kollegiatstifts St. Peter und Paul von Würzburg, nachmals der Benediktinerabtei St. Stephan mit Evangelisch-Lutherischen Pfarrkirche St. Stephan, ehemalige Kirche des Kollegiatstifts und der Abtei, sowie Körpergräber der frühen Neuzeit.                                                                                  | D-6-6225-0255 |      |
| Würzburg (Standort) | Fundamentreste der mittelalterlichen und neuzeitlichen Ellenmühle. | D-6-6225-0256 |      |
| Würzburg (Standort) | Untertägige Bau- und Siedlungsbefunde der früh-, hoch- und spätmittelalterlichen sowie früh- und spätneuzeitlichen Kernstadt von Würzburg. | D-6-6225-0275 |      |
| Würzburg (Standort) | Archäologische Befunde im Bereich der hochmittelalterlichen bis frühneuzeitlichen südlichen Stadterweiterung Sander Vorstadt in Würzburg. | D-6-6225-0276 |      |
| Würzburg (Standort) | Archäologische Befunde im Bereich der frühmittelalterlichen bis frühneuzeitlichen nördlichen Stadterweiterung Pleicher Vorstadt in Würzburg. | D-6-6225-0277 |      |
| Würzburg (Standort) | Archäologische Befunde im Bereich der spätmittelalterlichen bis frühneuzeitlichen nordöstlichen Stadterweiterung Hauger Vorstadt in Würzburg. | D-6-6225-0278 |      |
| Würzburg (Standort) | Archäologische Befunde im Bereich der spätmittelalterlichen bis frühneuzeitlichen östlichen Stadterweiterung Rennweger Vorstadt und Vorstadt ;eues Dorf in Würzburg. | D-6-6225-0279 |      |
| Würzburg (Standort) | Archäologische Befunde im Bereich der linksmainischen Stadtsiedlung (Mainviertel) des frühen und hohen Mittelalters in Würzburg. | D-6-6225-0280 |      |
| Würzburg (Standort) | Archäologische Befunde im Bereich des hoch- und spätmittelalterlichen Benediktinerinnenklosters St. Afra von Würzburg mit Klosterkirche und frühneuzeitlicher Umwehrung. | D-6-6225-0281 |      |
| Würzburg (Standort) | Untertägige Teile der früh-, hoch- und spätmittelalterlichen Stadtbefestigungen der Würzburger Kernstadt mit Zwingeranlagen der frühen Neuzeit. | D-6-6225-0282 |      |
| Würzburg (Standort) | Untertägige Teile der hoch- und spätmittelalterlichen Stadtbefestigungen der Sander Vorstadt in Würzburg mit Zwingeranlagen der frühen Neuzeit. | D-6-6225-0283 |      |
| Würzburg (Standort) | Untertägige Teile der spätmittelalterlichen Stadtbefestigungen der Pleicher und Hauger Vorstadt in Würzburg. | D-6-6225-0284 |      |
| Würzburg (Standort) | Untertägige Teile eines Abschnittes der sog. Mittelmauer der spätmittelalterlichen Stadtbefestigungen in Würzburg. | D-6-6225-0285 |      |
| Würzburg (Standort) | Untertägige Teile der spätmittelalterlichen bis frühneuzeitlichen Stadtbefestigungen der Rennweger Vorstadt in Würzburg. | D-6-6225-0286 |      |
| Würzburg (Standort) | Untertägige Teile der hoch- und spätmittelalterlichen Stadtbefestigungen des Mainviertels in Würzburg. | D-6-6225-0287 |      |
| Würzburg (Standort) | Wüstung des späten Mittelalters. | D-6-6225-0295 |      |
| Würzburg (Standort) | Siedlung der jüngeren Latènezeit. | D-6-6225-0338 |      |
| Würzburg (Standort) | Siedlung der frühen Latènezeit. | D-6-6225-0339 |      |
| Würzburg (Standort) | Archäologische Befunde im Bereich der abgegangenen hochmittelalterlichen Kapelle St. Walburga in Würzburg. | D-6-6225-0340 |      |
| Würzburg (Standort) | Archäologische Befunde im Bereich der frühneuzeitlichen Valentinskapelle mit hochmittelalterlichem Vorgängerbau, der hoch- und spätmittelalterlichen Franziskanerminoritenklosterkirche, des hoch- und spätmittelalterlichen und frühneuzeitlichen Franziskanerminoritenklosters sowie des ehemaligen Franziskanerfriedhofes, ferner Wall-Grabenanlage des frühen Mittelalters im südlichen Bereich des Klosterareals. | D-6-6225-0342 |      |
| Würzburg (Standort) | Archäologische Befunde im Bereich der hoch- und spätmittelalterlichen ehemalige Kapelle St. Helena in Würzburg. | D-6-6225-0343 |      |
| Würzburg (Standort) | Archäologische Befunde im Bereich des frühneuzeitlichen ehemalige Augustinerklosters in Würzburg mit hoch- und spätmittelalterlichen Vorgängerbauten sowie der frühneuzeitlichen Kirche mit spätmittelalterlichem Kern und hochmittelalterlicher Kapelle St. Georg als Vorgängerbau. | D-6-6225-0344 |      |
| Würzburg (Standort) | Archäologische Befunde im Bereich der hochmittelalterlichen ehemalige Kapelle St. Katharina in Würzburg. | D-6-6225-0345 |      |
| Würzburg (Standort) | Archäologische Befunde im Bereich der spätmittelalterlichen Kirche des Bürgerspitals zum Heiligen Geist in Würzburg mit Körperbestattungen. | D-6-6225-0346 |      |
| Würzburg (Standort) | Archäologische Befunde im Bereich des frühneuzeitlichen ehemalige Benediktinerinnenklosters St. Afra in Würzburg mit frühneuzeitlicher ehemalige Kapelle St. Michael sowie Körperbestattungen. | D-6-6225-0347 |      |
| Würzburg (Standort) | Archäologische Befunde im Bereich des hochmittelalterlichen Königshofes in Würzburg sowie des spätmittelalterlichen und frühneuzeitlichen Klosters des Deutschen Ordens und der Evangelisch-Lutherischen Deutschhauskirche, ehemalige Klosterkirche St. Maria. | D-6-6225-0348 |      |
| Würzburg (Standort) | Archäologische Befunde im Bereich der frühneuzeitlichen ehemalige Hofspitalkirche von Würzburg mit spätmittelalterlichem Vorgängerbau. | D-6-6225-0349 |      |
| Würzburg (Standort) | Archäologische Befunde im Bereich des ehemaligen frühneuzeitlichen Schottenklosters mit mittelalterlichen Vorgängerbauten und im Bereich der hochmittelalterlichen und frühneuzeitlichen Katholischen Don-Bosco-Kirche, ehemalige Klosterkirche St. Jakob. | D-6-6225-0350 |      |
| Würzburg (Standort) | Archäologische Befunde im Bereich des frühneuzeitlichen Karmelitenklosters Maria Magdalena mit hochmittelalterlichem ehemalige Reuererkloster als Kern sowie im Bereich der frühneuzeitlichen Kirche St. Joseph und Magdalena mit mittelalterlichem Vorgängerbau. | D-6-6225-0351 |      |
| Würzburg (Standort) | Archäologische Befunde im Bereich der hochmittelalterlichen und frühneuzeitlichen Katholischen Pfarrkirche Neumünster, ehemalige Kollegiatstiftskirche St. Johannes, Maria und Kilian. | D-6-6225-0352 |      |
| Würzburg (Standort) | Archäologische Befunde im Bereich der hochmittelalterlichen ehemalige Kapelle St. Gallus. | D-6-6225-0353 |      |
| Würzburg (Standort) | Archäologische Befunde im Bereich des spätmittelalterlichen und frühneuzeitlichen ehemalige Kartäuserklosters Engelgarten mit Kirche, Marienkapelle und Mühle. | D-6-6225-0354 |      |
| Würzburg (Standort) | Archäologische Befunde im Bereich der frühneuzeitlichen Katholischen Wallfahrtskirche Mariä Heimsuchung mit frühneuzeitlicher Kapelle als Vorgängerbau sowie im Bereich des frühneuzeitlichen Kapuzinerklosters. | D-6-6225-0355 |      |
| Würzburg (Standort) | Archäologische Befunde im Bereich der frühneuzeitlichen Katholischen Pfarrkirche St. Johannes von Würzburg (ehemalige Stiftskirche Haug) und ihrer hochmittelalterlichen Vorgängerbebauung. | D-6-6225-0356 |      |
| Würzburg (Standort) | Archäologische Befunde im Bereich der frühneuzeitlichen Residenz in Würzburg mit Hofkirche und frühneuzeitlichem Rennweger Schlößchen als Vorgängerbau. | D-6-6225-0357 |      |
| Würzburg (Standort) | Archäologische Befunde im Bereich der hoch- und spätmittelalterlichen sowie frühneuzeitlichen Katholischen Pfarrkirche St. Peter und Paul von Würzburg. | D-6-6225-0358 |      |
| Würzburg (Standort) | Siedlung der Latènezeit. | D-6-6225-0371 |      |
| Würzburg (Standort) | Archäologische Befunde im Bereich der früh- bis hochmittelalterlichen Marienkirche von Würzburg mit frühneuzeitlichen Erweiterungen und möglicherweise mit frühmittelalterlichem Vorgängerbau. | D-6-6225-0372 |      |
| Würzburg (Standort) | Urnenfelder-, hallstatt-, latène- und kaiserzeitliche Siedlung sowie hallstatt- und latènezeitliche Befestigung. | D-6-6225-0373 |      |
| Würzburg (Standort) | Archäologische Siedlungs- und Baubefunde im Bereich der linksmainischen Stadtsiedlung (Mainviertel) des hohen und späten Mittelalters sowie der frühen Neuzeit | D-6-6225-0374 |      |
| Würzburg (Standort) | Befestigung des frühen Mittelalters. | D-6-6225-0375 |      |
| Würzburg (Standort) | Hochmittelalterliche Befestigung der linksmainischen Stadtsiedlung in Würzburg. | D-6-6225-0376 |      |
| Würzburg (Standort) | Archäologische Befunde im Bereich der frühneuzeitlichen Bastionärsbefestigung im linksmainischen Würzburg. | D-6-6225-0377 |      |
| Würzburg (Standort) | Siedlung vorgeschichtlicher Zeitstellung. | D-6-6225-0378 |      |
| Würzburg (Standort) | Archäologische Befunde im Bereich des hoch- und spätmittelalterlichen ehemalige jüdischen Friedhofs von Würzburg. | D-6-6225-0379 |      |
| Würzburg (Standort) | Körperbestattungen vorgeschichtlicher, mittelalterlicher und neuzeitlicher Zeitstellung. | D-6-6225-0380 |      |
| Würzburg (Standort) | Siedlung des Neolithikums und der Urnenfelderzeit. | D-6-6225-0381 |      |
| Würzburg (Standort) | Befestigungswerk des frühen Mittelalters. | D-6-6225-0382 |      |
| Würzburg (Standort) | Bestattungen der Hallstattzeit. | D-6-6225-0383 |      |
| Würzburg (Standort) | Archäologische Befunde im Bereich der frühneuzeitlichen rechtsmainischen Bastionärsbefestigung in Würzburg. | D-6-6225-0384 |      |
| Würzburg (Standort) | Archäologische Befunde im Bereich der abgegangenen frühneuzeitlichen Unteren Mainmühle in Würzburg. | D-6-6225-0386 |      |
| Würzburg (Standort) | Schlagplatz des Paläolithikums. | D-6-6225-0389 |      |

### Bodendenkmäler in der Gemarkung Estenfeld
| Lage                 | Objekt                          | Akten-Nr.     | Bild |
| -------------------- | ------------------------------- | ------------- | ---- |
| Estenfeld (Standort) | Siedlung der Linearbandkeramik. | D-6-6125-0102 |      |

### Bodendenkmäler in der Gemarkung Fuchsstadt
| Lage                                             | Objekt | Akten-Nr.     | Bild |
| ------------------------------------------------ | --- | ------------- | ---- |
| Fuchsstadt Reichenberg (Unterfranken) (Standort) | Siedlung des Mittelneolithikums, der Urnenfelder-, Hallstatt- und der jüngeren Latènezeit, Körpergräber vermutlich der jüngeren Latènezeit. | D-6-6225-0161 |      |

### Bodendenkmäler in der Gemarkung Guttenberger Wald
| Lage                         | Objekt                                     | Akten-Nr.     | Bild |
| ---------------------------- | ------------------------------------------ | ------------- | ---- |
| Guttenberger Wald (Standort) | Grabhügel vorgeschichtlicher Zeitstellung. | D-6-6225-0182 |      |

### Bodendenkmäler in der Gemarkung Heidingsfeld
| Lage                             | Objekt | Akten-Nr.     | Bild |
| -------------------------------- | --- | ------------- | ---- |
| Heidingsfeld Würzburg (Standort) | Siedlung der Linearbandkeramik, der Urnenfelderzeit und der Hallstattzeit sowie Reihengräberfeld der Merowingerzeit.                                                                             | D-6-6225-0096 |      |
| Heidingsfeld Würzburg (Standort) | Körpergräber der Schnurkeramik. | D-6-6225-0098 |      |
| Heidingsfeld Würzburg (Standort) | Körpergräber der jüngeren Latènezeit und Brandgräber vor- und frühgeschichtlicher Zeitstellung.                                                                                                  | D-6-6225-0099 |      |
| Heidingsfeld Würzburg (Standort) | Siedlung der Linearbandkeramik und des Jungneolithikums. | D-6-6225-0100 |      |
| Heidingsfeld Würzburg (Standort) | Körpergräber schnurkeramischer Zeitstellung. | D-6-6225-0101 |      |
| Heidingsfeld Würzburg (Standort) | Archäologische Befunde im Bereich der mittelalterlichen und frühneuzeitlichen Katholischen Pfarrkirche St. Laurentius von Heidingsfeld sowie mittelalterliche und frühneuzeitliche Körpergräber. | D-6-6225-0103 |      |
| Heidingsfeld Würzburg (Standort) | Siedlung vor- und frühgeschichtlicher Zeitstellung. | D-6-6225-0105 |      |
| Heidingsfeld Würzburg (Standort) | Grabhügel mit Bestattungen vorgeschichtlicher Zeitstellung. | D-6-6225-0106 |      |
| Heidingsfeld Würzburg (Standort) | Grabhügel mit Bestattungen vorgeschichtlicher Zeitstellung. | D-6-6225-0107 |      |
| Heidingsfeld Würzburg (Standort) | Grabhügel mit Bestattungen vorgeschichtlicher Zeitstellung. | D-6-6225-0108 |      |
| Heidingsfeld Würzburg (Standort) | Grabhügel mit Bestattungen vorgeschichtlicher Zeitstellung. | D-6-6225-0109 |      |
| Heidingsfeld Würzburg (Standort) | Grabhügel mit Bestattungen vorgeschichtlicher Zeitstellung. | D-6-6225-0110 |      |
| Heidingsfeld Würzburg (Standort) | Grabhügel mit Bestattungen vorgeschichtlicher Zeitstellung. | D-6-6225-0111 |      |
| Heidingsfeld Würzburg (Standort) | Siedlung der Linearbandkeramik, der Urnenfelderzeit, der Hallstattzeit und der römischen Kaiserzeit.                                                                                             | D-6-6225-0118 |      |
| Heidingsfeld Würzburg (Standort) | Siedlung der Hallstattzeit. | D-6-6225-0194 |      |
| Heidingsfeld Würzburg (Standort) | Siedlung der Linearbandkeramik. | D-6-6225-0197 |      |
| Heidingsfeld Würzburg (Standort) | Siedlung vor- und frühgeschichtlicher Zeitstellung. | D-6-6225-0208 |      |
| Heidingsfeld Würzburg (Standort) | Siedlung der Hallstattzeit. | D-6-6225-0209 |      |
| Heidingsfeld Würzburg (Standort) | Siedlung der Urnenfelderzeit. | D-6-6225-0242 |      |
| Heidingsfeld Würzburg (Standort) | Archäologische Befunde des Mittelalters und der frühen Neuzeit im Bereich des Stadtkernes von Heidingsfeld.                                                                                      | D-6-6225-0361 |      |
| Heidingsfeld Würzburg (Standort) | Archäologische Befunde im Bereich der spätmittelalterlichen und frühneuzeitlichen Stadtbefestigung in Heidingsfeld.                                                                              | D-6-6225-0362 |      |
| Heidingsfeld Würzburg (Standort) | Archäologische Befunde im Bereich der frühneuzeitlichen ehemalige Synagoge von Heidingsfeld. | D-6-6225-0363 |      |
| Heidingsfeld Würzburg (Standort) | Archäologische Befunde im Bereich der frühneuzeitlichen Kapelle bei Heidingsfeld. | D-6-6225-0364 |      |

### Bodendenkmäler in der Gemarkung Lengfeld
| Lage                         | Objekt | Akten-Nr.     | Bild |
| ---------------------------- | --- | ------------- | ---- |
| Lengfeld Würzburg (Standort) | Siedlung der Linearbandkeramik. | D-6-6125-0012 |      |
| Lengfeld Würzburg (Standort) | Siedlung der Linearbandkeramik. | D-6-6125-0013 |      |
| Lengfeld Würzburg (Standort) | Körpergräber vor- und frühgeschichtlicher Zeitstellung. | D-6-6125-0014 |      |
| Lengfeld Würzburg (Standort) | Körpergräber vor- und frühgeschichtlicher Zeitstellung. | D-6-6125-0015 |      |
| Lengfeld Würzburg (Standort) | Siedlung des Mittelneolithikums. | D-6-6125-0018 |      |
| Lengfeld Würzburg (Standort) | Handwerksplatz des späten Mittelalters und der frühen Neuzeit. | D-6-6125-0073 |      |
| Lengfeld Würzburg (Standort) | Siedlung der Hallstattzeit und der Urnenfelderzeit. | D-6-6125-0103 |      |
| Lengfeld Würzburg (Standort) | Archäologische Befunde im Bereich der neuzeitlichen Katholischen Pfarrkirche St. Laurentius von Lengfeld mit mittelalterlichen und frühneuzeitlichen Vorgängerbauten. | D-6-6125-0144 |      |
| Lengfeld Würzburg (Standort) | Siedlung der Urnenfelderzeit, der Hallstattzeit, der frühen und der jüngeren Latènezeit.                                                                              | D-6-6126-0014 |      |
| Lengfeld Würzburg (Standort) | Siedlung der Urnenfelderzeit oder der Hallstattzeit. | D-6-6126-0192 |      |

### Bodendenkmäler in der Gemarkung Oberdürrbach
| Lage                             | Objekt                                                                                               | Akten-Nr.     | Bild |
| -------------------------------- | --- | ------------- | ---- |
| Oberdürrbach Würzburg (Standort) | Spätmittelalterliche bis frühneuzeitliche Befunde der Hofwüstung ;euenhof.                           | D-6-6125-0019 |      |
| Oberdürrbach Würzburg (Standort) | Freilandstation des Mesolithikums.                                                                   | D-6-6125-0090 |      |
| Oberdürrbach Würzburg (Standort) | Archäologische Befunde im Bereich der neuzeitlichen Katholischen Kirche St. Joseph von Oberdürrbach. | D-6-6125-0149 |      |
| Oberdürrbach Würzburg (Standort) | Siedlung vorgeschichtlicher Zeitstellung.                                                            | D-6-6125-0168 |      |
| Oberdürrbach Würzburg (Standort) | Siedlung vorgeschichtlicher Zeitstellung.                                                            | D-6-6125-0169 |      |

### Bodendenkmäler in der Gemarkung Reichenberg
| Lage                                              | Objekt                                                     | Akten-Nr.     | Bild |
| ------------------------------------------------- | ---------------------------------------------------------- | ------------- | ---- |
| Reichenberg Reichenberg (Unterfranken) (Standort) | Siedlung der Linearbandkeramik und des Mittelneolithikums. | D-6-6225-0196 |      |

### Bodendenkmäler in der Gemarkung Rottenbauer
| Lage                            | Objekt | Akten-Nr.     | Bild |
| ------------------------------- | --- | ------------- | ---- |
| Rottenbauer Würzburg (Standort) | Siedlung der Linearbandkeramik, des Mittel- und Endneolithikums sowie der Hallstattzeit. | D-6-6225-0119 |      |
| Rottenbauer Würzburg (Standort) | Bestattungsplatz vor- und frühgeschichtlicher Zeitstellung. | D-6-6225-0200 |      |
| Rottenbauer Würzburg (Standort) | Rechteckige Grabenwerke vor- und frühgeschichtlicher Zeitstellung. | D-6-6225-0239 |      |
| Rottenbauer Würzburg (Standort) | Archäologische Befunde im Bereich der neuzeitlichen Katholischen Pfarrkirche St. Joseph von Rottenbauer. | D-6-6225-0366 |      |
| Rottenbauer Würzburg (Standort) | Archäologische Befunde im Bereich der mittelalterlichen und frühneuzeitlichen Evangelisch-Lutherischen Pfarrkirche St. Trinitatis von Rottenbauer. | D-6-6225-0367 |      |
| Rottenbauer Würzburg (Standort) | Siedlung des frühen Mittelalter sowie weitere archäologische Befunde im Bereich des befestigten frühneuzeitlichen ehemalige Unteren Schlosses in Rottenbauer, seines hoch- und spätmittelalterlichen Vorgängerbaus einschließlich Bestattungsplatz mit Körpergräbern des hohen Mittelalters. | D-6-6225-0368 |      |
| Rottenbauer Würzburg (Standort) | Archäologische Befunde im Bereich des frühneuzeitlichen Oberen Schlosses in Rottenbauer. | D-6-6225-0369 |      |
| Rottenbauer Würzburg (Standort) | Archäologische Befunde im Bereich der frühneuzeitlichen ehemalige Synagoge von Rottenbauer. | D-6-6225-0370 |      |

### Bodendenkmäler in der Gemarkung Unterdürrbach
| Lage                              | Objekt | Akten-Nr.     | Bild |
| --------------------------------- | --- | ------------- | ---- |
| Unterdürrbach Würzburg (Standort) | Burgstall des Mittelalters. | D-6-6125-0011 |      |
| Unterdürrbach Würzburg (Standort) | Archäologische Befunde im Bereich der spätneuzeitlichen Katholischen Pfarrkirche St. Rochus und Sebastian von Unterdürrbach mit frühneuzeitlichem Vorgängerbau. | D-6-6125-0151 |      |

### Bodendenkmäler in der Gemarkung Veitshöchheim
| Lage                     | Objekt                                                                                           | Akten-Nr.     | Bild |
| ------------------------ | ------------------------------------------------------------------------------------------------ | ------------- | ---- |
| Veitshöchheim (Standort) | Archäologische Befunde des Mittelalters und der frühen Neuzeit im Bereich der Wüstung Schleehof. | D-6-6125-0125 |      |

### Bodendenkmäler in der Gemarkung Versbach
| Lage                         | Objekt | Akten-Nr.     | Bild |
| ---------------------------- | --- | ------------- | ---- |
| Versbach Würzburg (Standort) | Siedlung der Hallstattzeit. | D-6-6125-0025 |      |
| Versbach Würzburg (Standort) | Siedlung der Linearbandkeramik. | D-6-6125-0026 |      |
| Versbach Würzburg (Standort) | Siedlung der Hallstattzeit. | D-6-6125-0027 |      |
| Versbach Würzburg (Standort) | Grabhügel mit Bestattungen vorgeschichtlicher Zeitstellung. | D-6-6125-0028 |      |
| Versbach Würzburg (Standort) | Siedlung vor- und frühgeschichtlicher Zeitstellung. | D-6-6125-0075 |      |
| Versbach Würzburg (Standort) | Siedlung vor- und frühgeschichtlicher Zeitstellung. | D-6-6125-0076 |      |
| Versbach Würzburg (Standort) | Siedlung der Linearbandkeramik, der späten Hallstatt- und frühen Latènezeit sowie der jüngeren Latènezeit.                                                                                   | D-6-6125-0077 |      |
| Versbach Würzburg (Standort) | Archäologische Befunde im Bereich des mittelalterlichen und frühneuzeitlichen Vorgängerbaues der Katholischen Pfarrkirche St. Jakobus Major von Versbach mit Körperbestattungen im Kirchhof. | D-6-6125-0153 |      |